# ضفدع الطماطم
ضفادع الطماطم (الاسم العلمي: Dyscophus)، جنس ضفادع من فصيلة الشقدعيات. وهو الجنس الوحيد في فُصيلة ضفدعيات الطماطم. تسطوطن مدغشقر.